# NGC 1865
NGC 1865 је расејано звездано јато у сазвежђу Златна риба које се налази на NGC листи објеката дубоког неба.
Деклинација објекта је - 68° 46' 16" а ректасцензија 5h 12m 25,1s. Привидна величина (магнитуда) објекта NGC 1865 износи 12,9. NGC 1865 је још познат и под ознакама ESO 56-SC78.